# Кофун период
Период раног гвозденог доба у Јапану који обухвата време од границе III и IV века до почетка VII века.

## Опис
Кофун (у значењу: стара хумка) представља протоисторијски период јапанске културе који означава крај јапанске преисторије и представља почетак јапанске историјске ере. То је време у коме се, из општеплеменског савеза, успоставља и потпуно формира рана Јамато држава која се проширује на велики део Јапана. Успостављају се контакти са континентом, посебно са краљевинама на Корејском полуострву, шаљу се дипломатске мисије на удаљене дворове Кине и Кореје. над суседним областима Корејског полуострва успоставља се контрола војним интервенцијама. Уводи се кинеско писмо, шири се будизам.
Развија се и привреда. Велике површине недирнуте земље и шума претварају се у пиринчана поља, досељеници са североистока Азије уводе напредну технологију производње са континента, војници користе коње и гвоздено оружје. Посебно се развија монументални начин сахрањивања владара и великодостојника, по чему је и сам период добио име.
Пошто су за сахрањивање грађене грандиозне насуте гробнице, тумулуси, цео овај период добио је у јапанској историографији назив „насуте гробнице“ или Кофун.

## Периодизација
Фазе Кофун периода:
1. Рани Кофун (300 - 400 год. н.е.)
2. Средњи Кофун (400 - 500 год. н.е.)
3. Касни Кофун (500 - 600 год. н.е.)

Историја Кофун периода базира се, пре свега, на страним изворима, првенствено корејским и кинеским записима, али и на раним јапанским писаним документима Нара периода из раног VIII века у којима су прикупљене приче из прошлости до VI века (Коџики из 712., Фудоки из 713., и Нихон Шоки из 720.)
Власт у Јамато била је централизована; врховну власт имао је кими (краљ) а од V века окими (велики краљ). Титула тено (цар, император) користи се од времена Теми (673—686). Међутим, ова централизација власти у Јамато, била је већим делом формална; у суштини она је представљала двовлашће, коалицију владара и великих кланова као што су Сога, Казураки, Хекури, Бада и Козе клан у Нара равници и Изумо и Киби у Изумо-Хјого области.